# Страст (часопис)
Страст је био новосадски магазин експлицитне еротске садржине. Излазио је до 2007. године.